# Мурунгулай
Мурунгулай (фр. Mouroungoulaye) или Мурум-Гулае (фр. Mouroum-Goulaye) — деревня и супрефектура в Чаде, расположенная на территории региона Мандуль. Входит в состав департамента Восточный Мандуль.

## Географическое положение
Деревня находится в южной части Чада, к северу от сезонно пересыхающей реки Бовр-Динн, на высоте 381 метра над уровнем моря.
Населённый пункт расположен на расстоянии приблизительно 410 километров к юго-востоку от столицы страны Нджамены.

## Население
По данным официальной переписи 2009 года численность населения Мурунгулая составляла 32 761 человек (15 451 мужчина и 17 310 женщин). Население супрефектуры по возрастному диапазону распределилось следующим образом: 52,8 % — жители младше 15 лет, 43,1 % — между 15 и 59 годами и 4,1 % — в возрасте 60 лет и старше.

## Транспорт
Ближайший аэропорт расположен в городе Кумра.